# Pure Data
Pure Data (також Pd) — графічне середовище та мова програмування для роботи з аудіо та відео в живому часі. Pd працює на платформах Gnu/Linux, Windows, Mac OS X, IRIX, FreeBSD та на мобільних iPhoneOS, Android. Pure Data — програмний засіб із відкритим кодом та розповсюджується безкоштовно.
Основним автором проекту є Miller Puckette, який є також початковим творцем відомого тепер середовища для мультимедія Max, над розробленням якого він працював у середині 1980-х в центрі IRCAM, та яке згодом комерціалізували. Десятиліттям по тому, в 1996 р., Puckette почав роботу над Pure Data, яка б відтворила концепцію, близьку до Max, але була б позбавлена наявних там обмежень в обробленні структур даних (звіди назва), а також була оптимізована для живої роботи зі цифровим звуковим потоком (а не лише MIDI, як це було на той час у Max).

## Основні характеристики

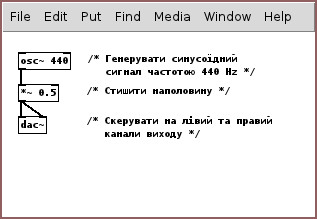
Простий петч для генерування ноти ля першої октави синусоїдним осцилятором

Pure Data використовується, як правило, для створення музики та/або відео в живому часі. Кожна композиція передбачає створення одного або кількох петчів (patch) у візуальному редакторі, кожен з яких виконує якусь функцію зі створення чи оброблення звуку, відео, чи будь-яких інших даних. Кожен петч є файлом з закінченням .pd. При тому петчі можна створювати й редагувати «на льоту» — тобто користувач одразу «чує» те, що робить, і може змінювати параметри та додавати об'єкти навіть під час виконання твору.
Кожен петч складається з об'єктів — елементів петча, що пов'язуються між собою шляхом створення з'єднань між «портами» кожного з об'єктів, як показано на малюнку. Таким чином, користувач створює в програмі щось на зразок конвеєра, що постійно працює і обробляє дані так, як задумав користувач.
Серед об'єктів, які додаються у патч, можуть бути також різні елементи графічного інтерфейсу, як то повзуни, перемикачі чи введення числа́; це дає можливість зручного контролю над параметрами петча в живому часі. Крім того, один петч може «під'єднувати» інший як об'єкт, що дозволяє користувачу створювати власні об'єкти в той сам спосіб, що й створювати патчі.
До Pure Data було розроблено численні додаткові набори об'єктів — так звані externals, які дають можливість працювати з найрізноманітнішими даними. Серед найбільш розбудованих є GEM (Graphics Environment For Multimedia), що працює з відео та 3d-графікою за допомогою OpenGL, та pmpd для симуляції фізичних процесів, як то інерція чи зіткнення об'єктів. Також існують додатки для роботи з HID-пристроями такими, як джойстики та інші, а також додакти для роботи з передаванням даних через мережу, зокрема за допомогою протоколу Open Sound Control.
Велика кількість додатків спонукала розробників випустити окрему збірку Pure Data під назвою Pd-Extended, куди було включено великий набір додатків, що дозволило користувачам тратити менше часу на самостійне встановлення потрібних додатків. Саме Pd-Extended нині використовують більшість музикантів.